# ФК „Панатинайкос“
ФК „Панатинайкос“ (на гръцки: ΠΑΕ Παναθηναϊκός Α.Ο. panaθinaiˈkos, слушай), пълно име Спортно общество „Панатинайкос“ (на гръцки: Παναθηναϊκός Αθλητικός Όμιλος; Панатинайкос Атлитикос Омилос, букв. „Всеатински спортен клуб“) е известен гръцки футболен отбор от град Атина.

## История
Едни от най-големите успехи на „Панатинайкос“ са достигането до финал и два пъти до полуфинал в турнира за Купата на европейските шампиони (КЕШ, предшественик на Шампионската лига), съответно през 1971 и през 1985 и 1996. Други бележити успехи на отбора на „Панатинайкос“ са 1/4-финал в Шампионската лига през сезон 2001/2002, финал и два полуфинала за КНК съответно през 1971 г. и 1985 г. За купата на УЕФА има два четвъртфинала през 1988 г. и 2003 г.

## Успехи
Национални:
- Гръцка Лига:
  -  Шампион (20): 1929/30, 1948/49, 1952/53, 1959/60, 1960/61, 1961/62, 1963/64, 1964/65, 1968/69, 1969/70, 1971/72, 1976/77, 1983/84, 1985/86, 1989/90, 1990/91, 1994/95, 1995/96, 2003/04, 2009/10
  -  Второ място (24): 1930/31, 1931/32, 1935/36, 1953/54, 1954/55, 1956/57, 1962/63, 1965/66, 1973/74, 1981/82, 1984/85, 1986/87, 1992/93, 1993/94, 1997/98, 1999/00, 2000/01, 2002/03, 2004/05, 2007/08, 2008/09, 2010/11, 2011/12, 2013/14, 2022/23, 2024/25
  -  Трето място (20): 1936/37, 1939/40, 1955/56, 1957/58, 1966/67, 1967/68, 1970/71, 1972/73, 1977/78, 1979/80, 1988/89, 1991/92, 1998/99, 2001/02, 2005/06, 2006/07, 2007/08, 2008/09, 2015/16, 2016/17
- Купа на Гърция:
  -  Носител (20): 1939/40, 1947/48, 1954/55, 1966/67, 1968/69, 1976/77, 1981/82, 1983/84, 1985/86, 1987/88, 1988/89, 1990/91, 1992/93, 1993/94, 1994/95, 2003/04, 2009/10, 2013/14, 2021/22, 2023/24
  -  Финалист (11): 1948/49, 1959/60, 1961/62, 1964/65, 1967/68, 1971/72, 1974/75, 1996/97, 1997/98, 1998/99, 2006/07
- Суперкупа на Гърция:[2]
  -  Носител (3): 1988, 1993, 1994
  -  Финалист (2): 1989, 1996

Международни:
- Шампионска лига (КЕШ):
  -  Финалист (1): 1970/71
  - Полуфиналист (2): 1984/85, 1995/96
  - Четвъртфиналист (2): 1991/92, 2001/02

- Купа на УЕФА/ Лига Европа:
  - Четвъртфиналист (2): 1987/88, 2002/03

- Лига на конференциите
  -  1/8 финалист (1): 2024/25

- Балканска клубна купа:
  -  Носител (1): 1977

- Интерконтинентална купа:
  -  Финалист (1): 1971

## Известни играчи
- Антонис Антониадис, Стратос Апостолакис, Ангелос Басинас, Димитрос Домасос, Гиоргос Донис, Костас Елефтеракис, Панагиотис Фисас, Костас Францескос, Мике Галакос, Гиоргос Георгиадис, Такис Икономуполос, Йоанис Калицакис, Аристидис Камарас, Гиоргос Капоуранис, Антимос Капсис, Йоргос Карагунис, Йоанис Кирастас, Сотирис Кирякос, Костас Линоксилакис, Спирос Ливатинос, Такис Лоуканидис, Спирос Марангос, Ангелос Месарис, Апостолос Николадис, Антониос Никополидис, Никос Ниоплиас, Никос Сарганис, Димитрис Саравакос, Никос Вамвакоулас. Димитрис Салпингидис

Оскар Алварез, Хуан Хосе Борели, Хуан Рамон Роча, Хуан Рамон Верон

Жулио Сезар да Силва, Флавио Консесиао

Рене Хенриксен, Ян Михаелсен

Маркус Мюнх, Карлхайнц Флипсен

Альоша Асанович, Роберт Ярни, Горан Влаович, Велемир Зайек

Ерик Микланд

Йозеф Вацник

Пауло Соуса

Христо Колев, Томас Лафчис, Иван Иванов

## Български футболисти
- Томас Лафчис (1983 – 1985) - (55 мача/0 гола)
- Христо Колев (1988 – 1990) - (35 мача/11 гола)
- Иван Иванов (2016 – 2017) - (7 мача/0 гола)

## Настоящ състав
| Вратари | Вратари             |
| ------- | ------------------- |
| 66      | Даниел Фернанес     |
| 12      | Орестис Карнезис    |
| 30      | Александрос Тзорвас |

| Защитници | Защитници         |
| --------- | ----------------- |
| 25        | Гюркас Сейтаридис |
| 5         | Насиеф Морис      |
| 31        | Никос Спиропулос  |
| 8         | Седрик Канте      |
| 24        | Лукас Винтра      |
| 31        | Филипос Дарлас    |
| 3         | Хосе Сариеги      |
| 35        | Симао Мате Жуниор |
| 22        | Стергос Маринос   |

| Полузащитници | Полузащитници              |
| ------------- | -------------------------- |
| 11            | Себастиан Лето             |
| 15            | Жилберто Силва             |
| 6             | Юнус Санкаре               |
| 7             | Сотирис Нинис              |
| 20            | Сотирос Лионтиоу           |
| 26            | Йоргос Карагунис (капитан) |
| 35            | Харалампос Мавриас         |
| 17            | Лазарос Кристодопулос      |
| 29            | Константинос Кацуранис     |

| Нападатели | Нападатели          |
| ---------- | ------------------- |
| 9          | Джибрил Сисе        |
| ??         | Луис Гарсия         |
| 28         | Антониос Петропулос |
| 14         | Сидни Гову          |

## Нови
- Сидни Гову от Олимпик Лион

## Напуснали
- Димитрис Салпингидис в ПАОК Солун